# (48422) Schrade
(48422) Schrade est un astéroïde de la ceinture principale.

## Description
(48422) Schrade est un astéroïde de la ceinture principale. Il fut découvert le 3 novembre 1988 à Tautenburg par Freimut Börngen. Il présente une orbite caractérisée par un demi-grand axe de 2,30 UA, une excentricité de 0,17 et une inclinaison de 8,2° par rapport à l'écliptique.

## Compléments